# Distretto di Mae Charim
Il distretto di Mae Charim (in thailandese: แม่จริม) è un distretto (amphoe) della Thailandia, situato nella provincia di Nan.